# Гран, Моисей Маркович

Моисей Маркович Гран (1890—1968) ― российский и советский санитарный врач, микробиолог, иммунолог, профессор . Один из организаторов санитарно-эпидемиологической службы в РСФСР.

## Биография
Родился 28 апреля 1867 года в Самаре. 
В 1887 году окончил гимназию в своем родном городе, в том же году поступил на медицинский факультет Казанского университета, который окончил в 1892 году. В университете учился под руководством профессоров Николая Ковалевского и Владимира Бехтерева.
Работал санитарным врачом в Самарском губернии, сначала в качестве уездного санитарного врача Бугульминского уезда, а затем в должности заведующего
санитарным бюро Губернского земств. За 15 лет работы в этой губернии обследовал санитарно-гигиеническое и эпидемиологическое состояние самарских уездов. 
В 1908 году переехал в Петербург, где организовал Химико-бактериологический санитарный институт. После Октябрьской революции принимал активное участие организации здравоохранения в РСФСР. 
В 1920 году участвовал в организации 1-го съезда советских врачей в Москве. Занимался изучением состояния санитарных условий в результате Первой мировой войны. 
В 1921 году был председателем комиссии Народного комиссариата здравоохранения РСФСР по оказанию помощи голодающим Поволжья. С 1925 года преподает на кафедре
социальной гигиены 1-м Московском университете. 
В 1928 году преподавал профессором кафедры социальной гигиены медицинского факультета Казанского университета. Вернулся в Москву в 1933 году, работал в Гигиеническом институте 1-го Московского медицинского института. 
Умер 14 сентября 1940 года в Москве.

## Научная деятельность
Исследовал материалы о санитарных последствиях Первой мировой войны. Написал работы по общественной медицине, санитарной статистике, эпидемиологии, социальной и профессиональной патологии.